# McBurnie Coachcraft
McBurnie Coachcraft Inc. war ein US-amerikanischer Hersteller von Automobilen.

## Unternehmensgeschichte
Thomas W. McBurnie gründete das Unternehmen am 7. April 1986 in Santee in Kalifornien. Er stellte Automobile her. Der Markenname lautete McBurnie, evtl. mit dem Zusatz Coachcraft. 1989 endete die Produktion nach einem Rechtsstreit mit Ferrari. Das Unternehmen wurde danach aufgelöst, allerdings ist das Auflösungsdatum nicht angegeben.

## Fahrzeuge
Das bekannteste Modell war die Nachbildung eines Ferrari „Daytona“. Das Fahrgestell der Chevrolet Corvette C3 bildete die Basis. Ein optisches Unterscheidungsmerkmal zum Original ist das Fehlen von Ausstellfenstern der Türen. Zu sehen war diese Replik in der Fernsehserie Miami Vice.
Die Nachbildung des Ferrari 250 GTO aus dem Jahre 1986 basierte auf dem Datsun 280 Z. Während es das Original nur als Coupé gab, war der Nachbau auch als Cabriolet erhältlich.

## Bildergalerie

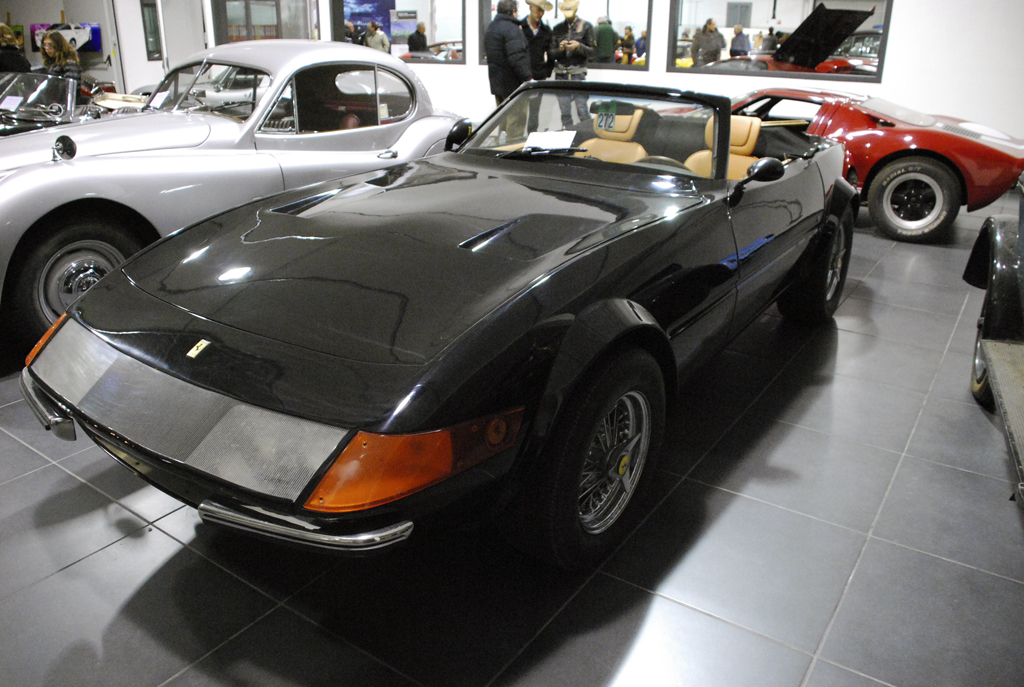
McBurnie Daytona
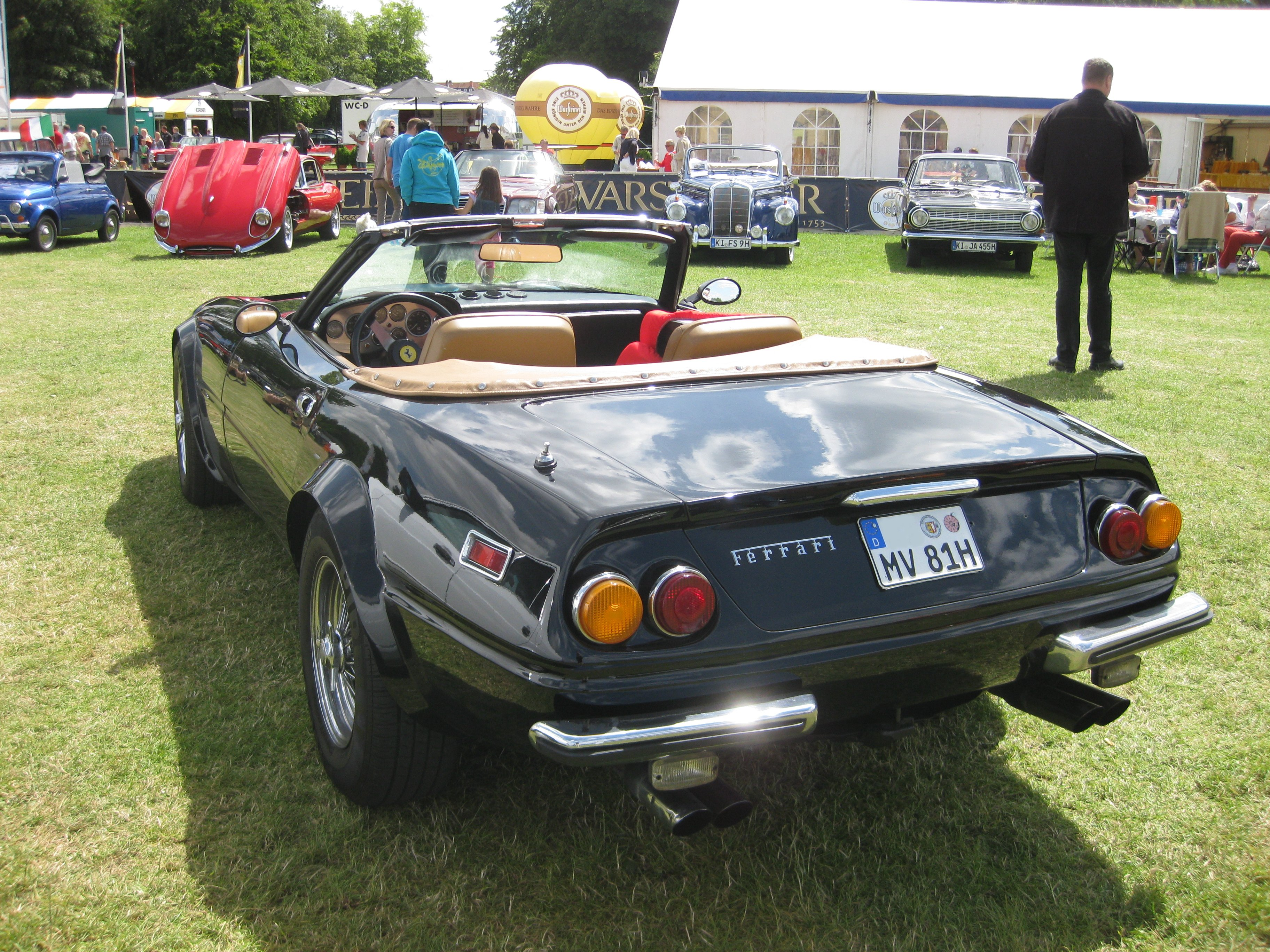
Heckansicht
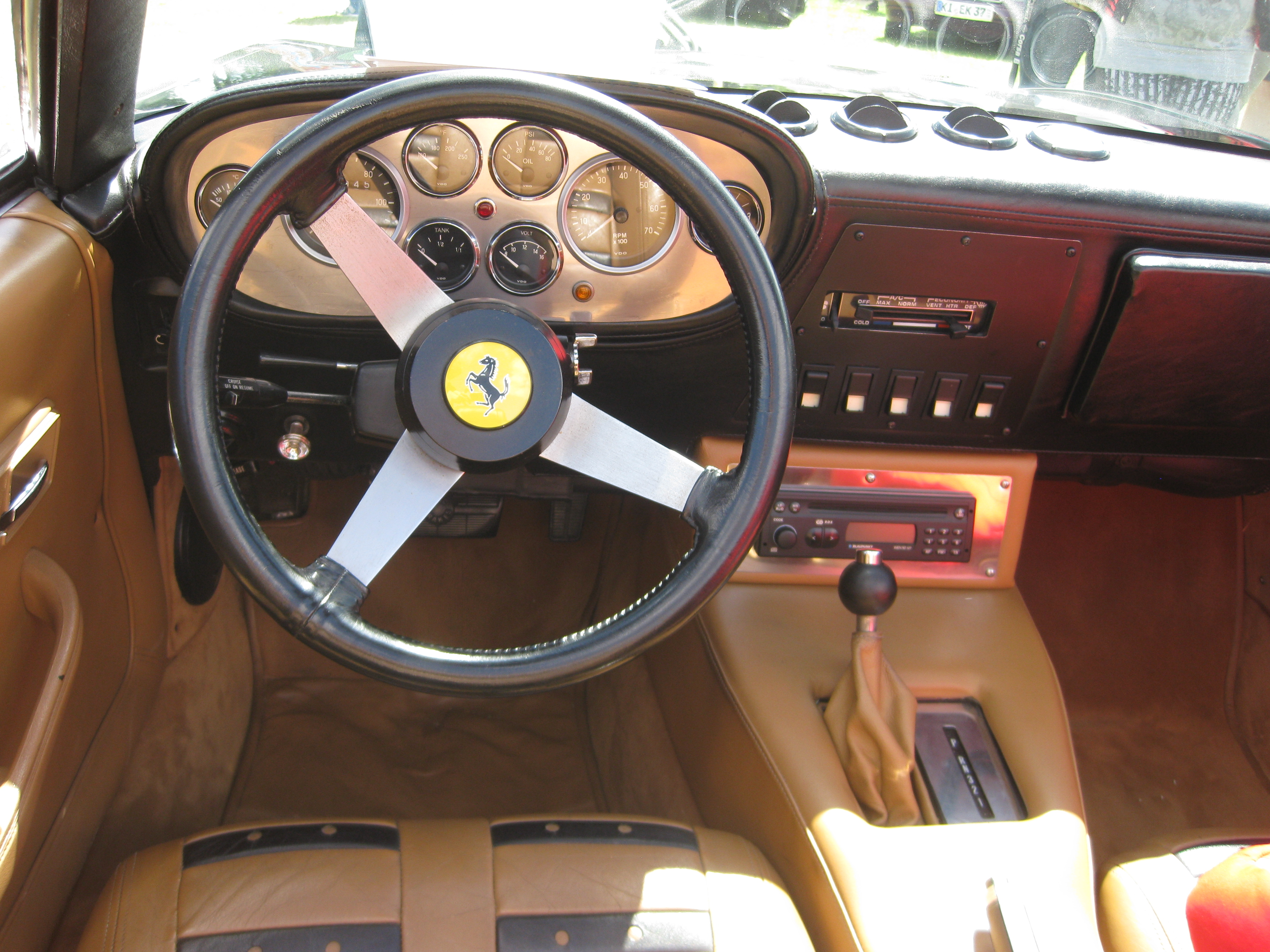
Interieur der Daytona-Replik
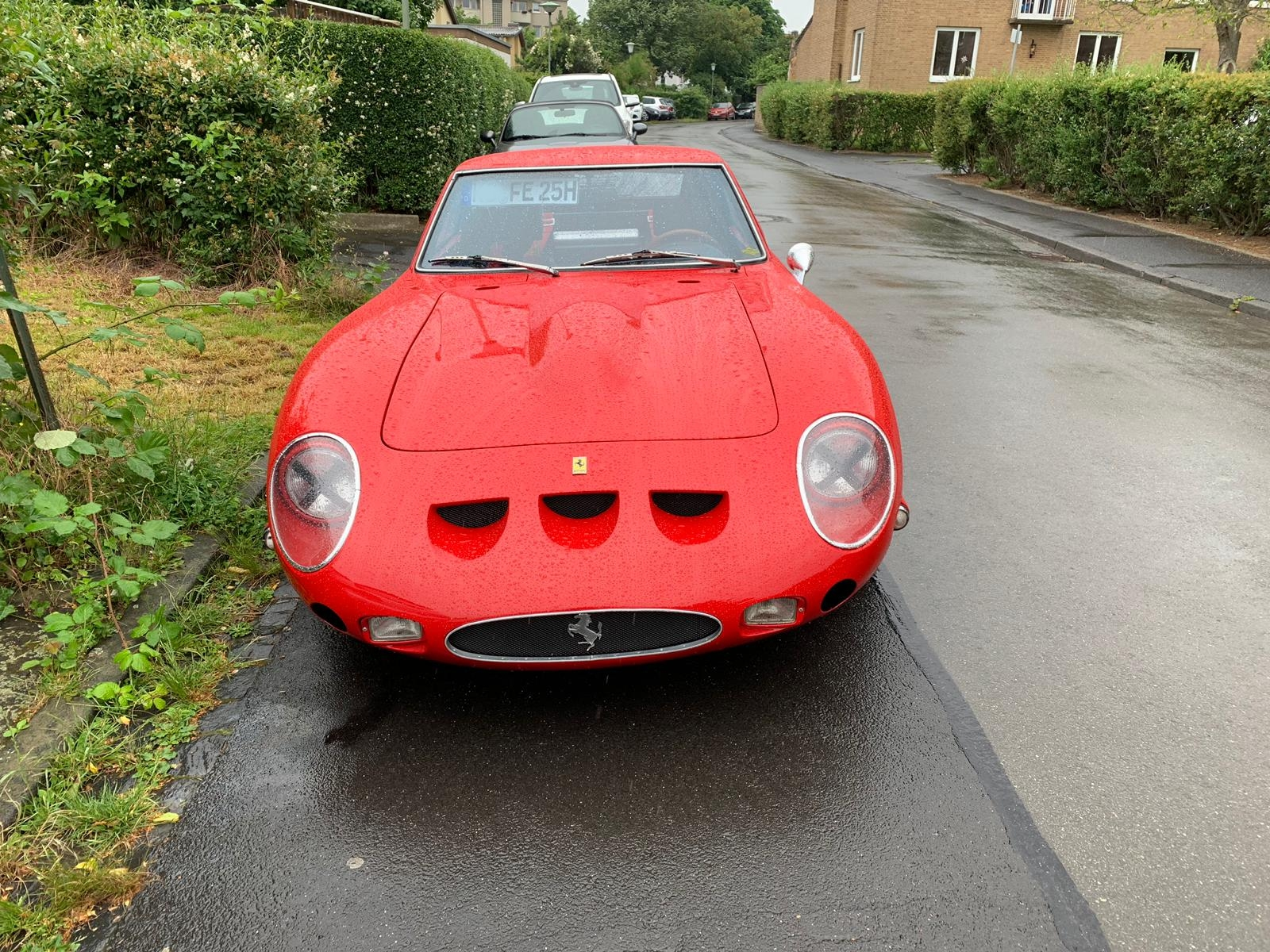
McBurnie 250 GTO
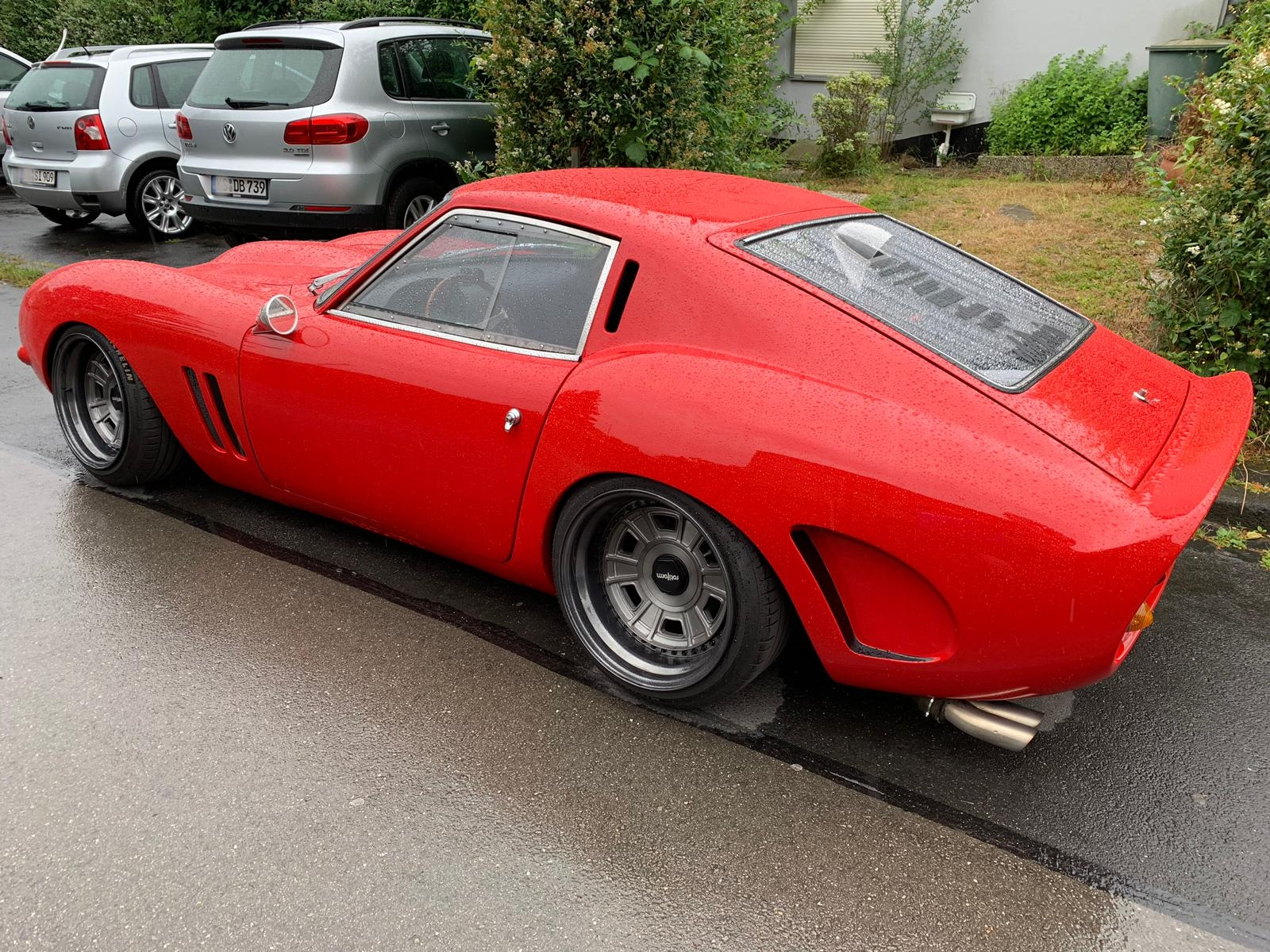
Seitenansicht Coupé
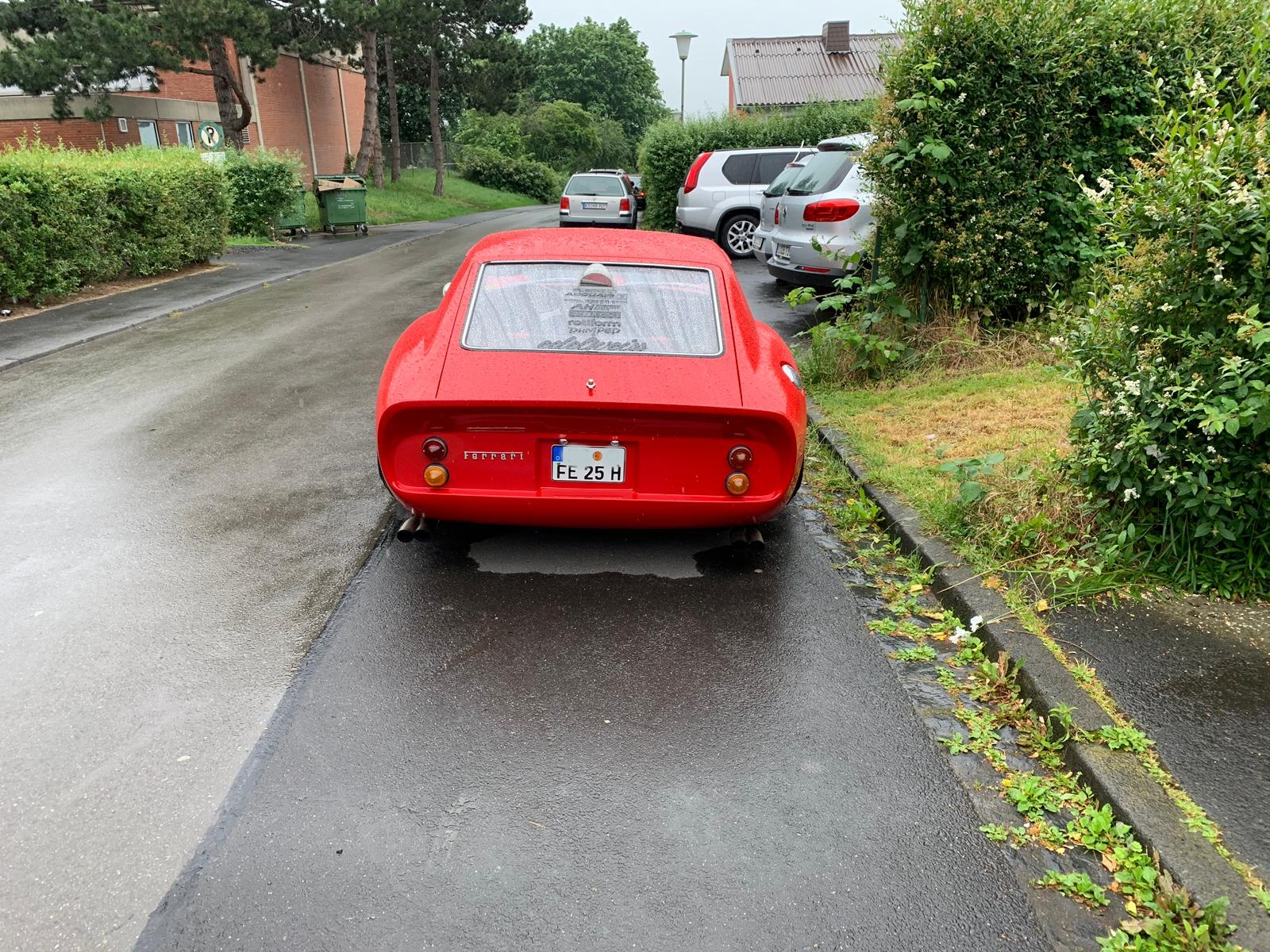
Heckansicht